# Robert Nyholm
Robert Nyholm (* 7. März 1988 in Jakobstad) ist ein ehemaliger finnischer Eishockeyspieler, der 2011 mit HIFK Helsinki finnischer Landesmeister geworden ist.

## Karriere
Robert Nyholm begann seine Karriere als Eishockeyspieler in der Nachwuchsabteilung von HIFK Helsinki, in der er bis 2006 aktiv war. Im NHL Entry Draft 2006 wurde er in der fünften Runde als insgesamt 129. Spieler von den Columbus Blue Jackets ausgewählt, für die er allerdings nie spielte. Stattdessen lief der Flügelspieler von 2006 bis 2008 für die Kingston Frontenacs in der kanadischen Juniorenliga Ontario Hockey League auf. Diese hatten ihn beim CHL Import Draft in der ersten Runde an insgesamt 42. Position ausgewählt. Zur Saison 2008/09 kehrte er zu HIFK Helsinki zurück, für dessen Profimannschaft er bis 2013 in der Liiga spielte. In der Saison 2010/11 gewann er mit der Mannschaft den finnischen Meistertitel. Parallel zum Spielbetrieb mit HIFK lief der Linksschütze von 2008 bis 2012 regelmäßig als Leihspieler für Kiekko-Vantaa in der zweitklassigen Mestis auf. Nachdem er 2013/14 bei Vaasan Sport in der Mestis aktiv gewesen war, ließ er seine Karriere in der fünftklassigen III-divisioona beim IFK Lepplax ausklingen.

### International
Für Finnland nahm Nyholm an den U18-Junioren-Weltmeisterschaften 2005 und 2006 teil. Bei der U18-WM 2006 gewann er mit seiner Mannschaft die Silbermedaille. 

## Erfolge und Auszeichnungen
- 2006 Silbermedaille bei der U18-Junioren-Weltmeisterschaft
- 2011 Finnischer Meister mit HIFK Helsinki

## SM-liiga-Statistik
(Stand: Ende der Saison 2012/13)